# 布拉熱洛納子爵
《布拉熱洛納子爵：十年後》（法語：Le Vicomte de Bragelonne ou Dix ans plus tard）是法國作家大仲馬的一部小說，該小說是達太安浪漫三部曲中的第三部也是最後一部。該小說在1847年至1850年期間完成，以連載形式刊登在雜誌Le Siècle上。
《布拉熱洛納子爵》的故事是續《三劍客》和《二十年後》之後的。全書分為三個部份：《布拉熱洛納子爵》（Le Vicomte de Bragelonne）、《露易絲·拉·瓦里埃爾》（Louise de la Vallière）、《鐵面人》（l'Homme au masque de fer）。

## 小说梗概

### 英王复辟
此书内容承接《二十年后》，故事开启于第一次投石党之乱平息后的十年，即1659年，路易十四国王21岁。

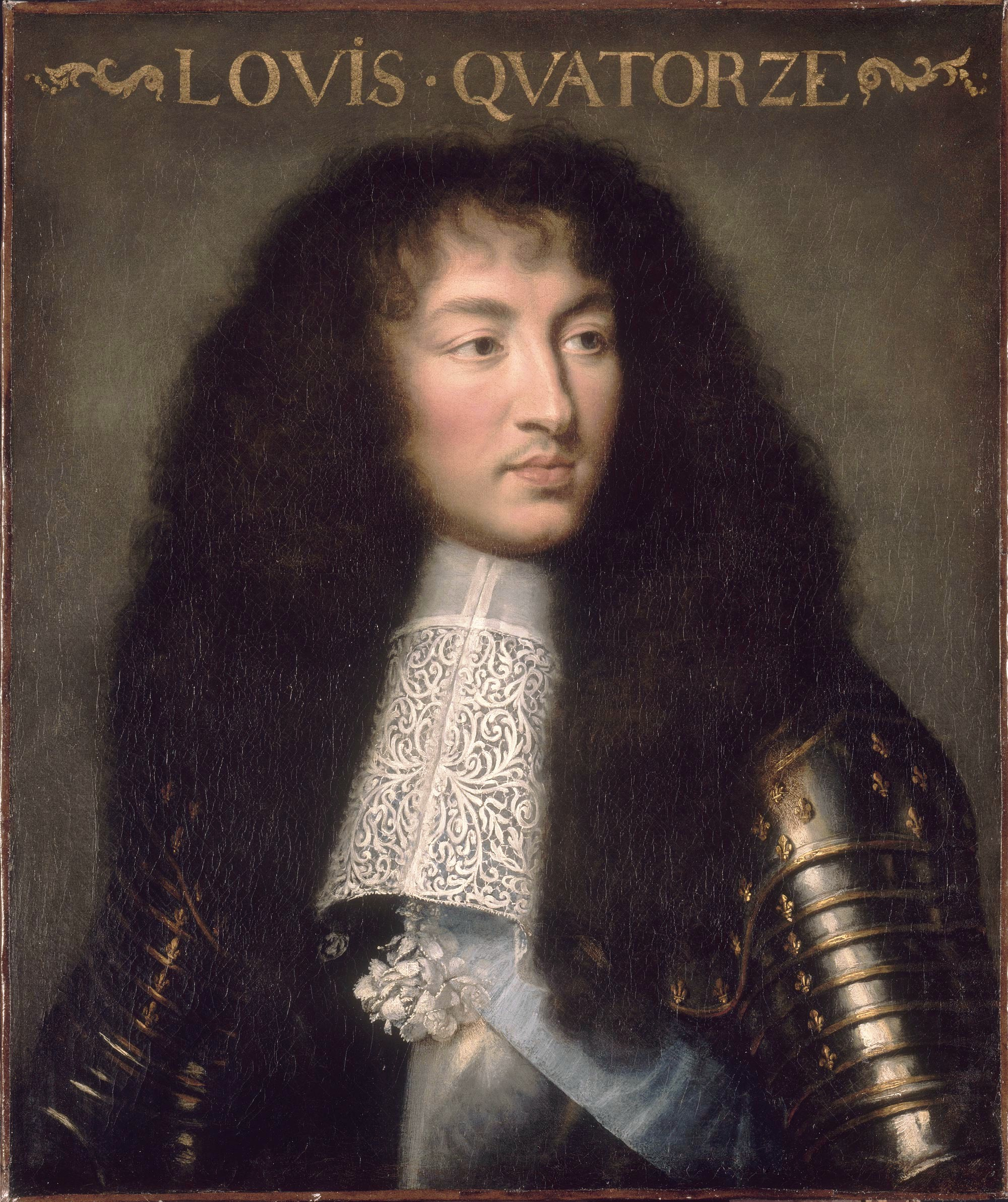
路易十四

在巴黎，红衣主教马萨林行将就木。英国流亡的王子查理在贴身男仆帕里的陪同下来到法国，向他的表兄弟路易十四要钱，让他帮助自己重新夺回王位。虽然路易十四答应了，但马萨林迫使他取消了承诺过的援助。达达尼昂作为火枪队队长，也在现场见证了此事。事后，他向国王递交了辞呈，因为他认为国王在马萨林面前太软弱了。达达尼昂在寻找他的前同伴未果后，找到了自己曾经的仆人普朗谢，普朗谢此时已成为伦巴第街的一名杂货商。达达尼昂提出要普朗谢为一笔大生意提供本钱，事后给他分红。实际上，达达尼昂是想为查理的复辟筹集资金。拿到资金后，他打算和一些部下去英国绑架蒙克将军，逼迫他支持查理。
与此同时，查理在帕里的建议下拜访了拉费尔伯爵（即阿托斯）。阿托斯给了他支持和帮助。在《二十年后》的故事中，阿托斯从查理一世在断头台上向他透露的秘密中得知，英国王室的一笔财富就藏在蒙克与兰伯特交战的地方：纽卡斯尔。他提出要为查理王子去纽卡斯尔寻找这笔资金。因此，阿托斯和达达尼昂分别去了英国，在同一个地方相遇，但对彼此的意图一无所知。
在军营中，蒙克遇到了阿托斯，阿托斯没有隐瞒他的意图。蒙克仍然允许他拿走这笔钱，因为他认为这笔钱不足以让查理夺回王位。当阿托斯离开时，达达尼昂绑架了蒙克将军，并将他挟持到荷兰，带到了查理面前。宽宏大量的查理王子决定放蒙克回到英国。此时阿托斯被蒙克的军队围困在一家旅馆里，士兵误以为是阿托斯绑架了将军。蒙克和达达尼昂回到纽卡斯尔，及时赶到并营救了阿托斯的生命。
蒙克决定与查理站在一起，释放了阿托斯并成功把查理扶上英国王位。王朝复辟后，查理二世国王给予了蒙克、阿托斯和达达尼昂奖赏。查理二世在达达尼昂返回法国前，向他介绍了白金汉公爵（前白金汉公爵的儿子，达达尼昂在《三个火枪手》的故事中曾试图营救前公爵），以及自己的妹妹亨丽特公主。查理二世还请阿托斯向法国国王提亲，希望让亨利特公主和路易十四的弟弟：奥尔良公爵联姻。

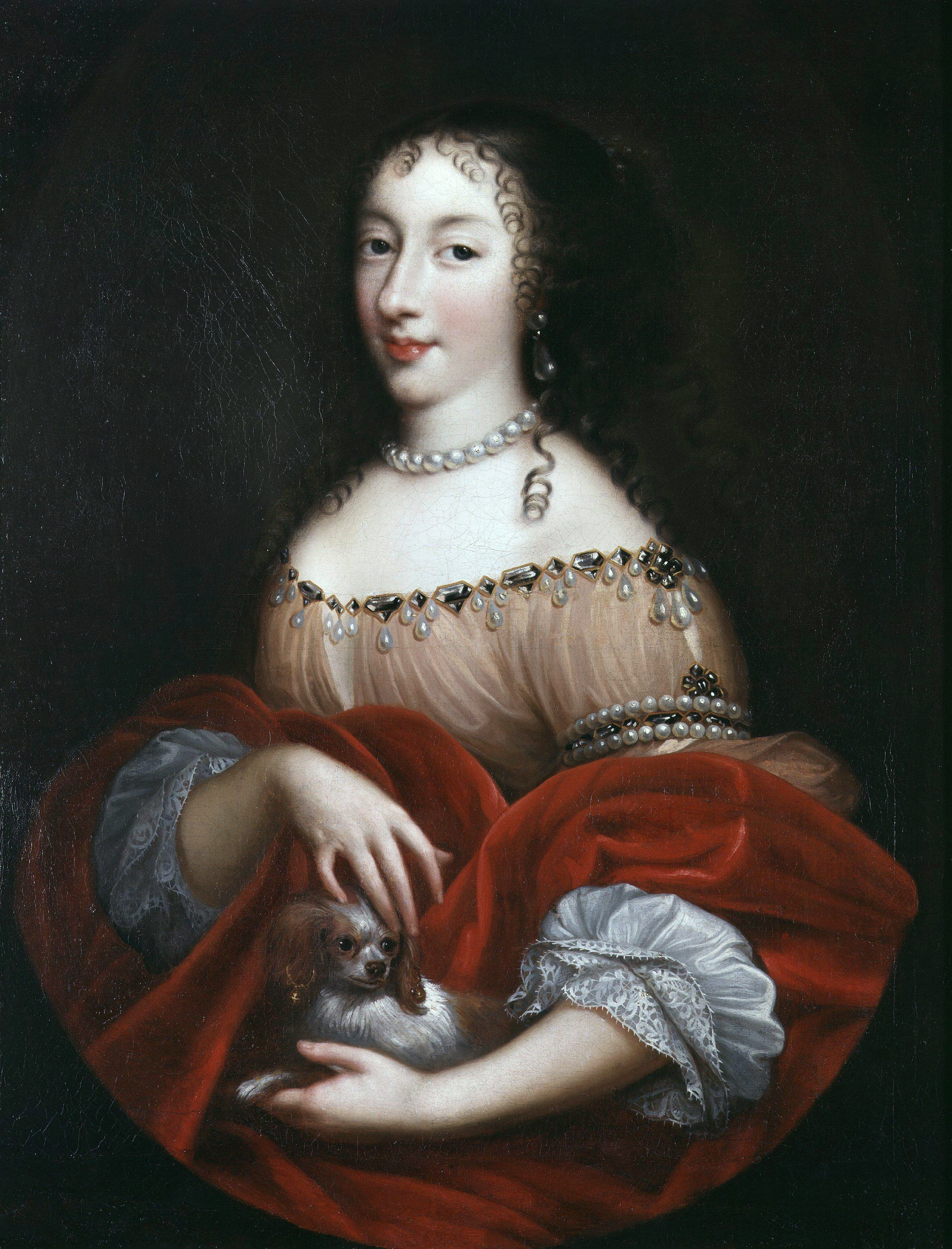
亨利特公主

### 调查富凯
当达达尼昂去向普朗谢解释他是如何带回五倍利润的时候，阿托斯去了宫里，提出了法英联盟，很快被王室接受。马萨林不久后去世，他死前向路易十四交代了两件事：建议他永远不要再设置首相；并且留下了一个叫科尔贝的人，他的秘书。科尔贝很快被任命为财政总监，形式上从属于财政总管富凯。但事实上，他自己做决定，并向国王通报上级的所有不当行为。

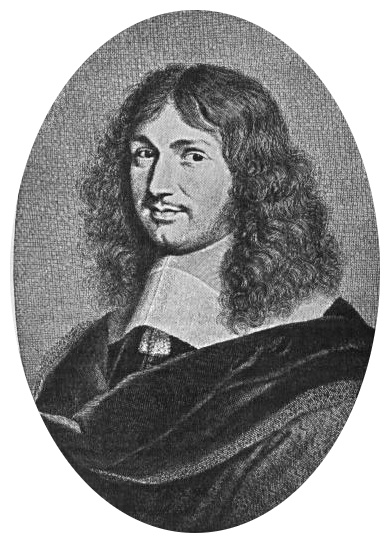
科尔贝

路易十四在得知达达尼昂在查理二世复辟中的作用后，再次欢迎并说服他回到火枪队队长的岗位上。然而，达达尼昂只有在布列塔尼执行任务后才能获得这一职位：他需要去调查属于富凯的美丽岛防御工事，及其附庸的军事准备情况。达达尼昂在美丽岛检查防御工事的过程中，他惊讶地发现建筑师正是波尔托斯。
实际上，波尔托斯是遵循了阿拉密斯的指示。阿拉密斯现在是瓦讷的主教，暗地里为富凯效力。阿拉密斯接待了达达尼昂，但他很快就明白达达尼昂的来意。阿拉密斯很快把波尔托斯送到巴黎，晚上在富凯家和他会合。第二天早上，达达尼昂出发向国王报告他的发现，但富凯在阿拉密斯的建议下，抢先一步来见国王，主动告知国王他刚刚在美丽岛重建了防御工事，并将此工事献给了国王，躲过了一次灾祸。
科尔贝继续为扳倒富凯做准备。他建议让奥尔良公爵与英格兰的亨丽特公主结婚，国王以婚礼的理由向富凯要钱，从而在财务上毁掉富凯。

### 红杏出墙
于是，国王下令在勒阿弗尔修筑行宫，以接待奥尔良公爵的未婚妻。行宫建成后，许多年轻女孩被选为亨利特公主的侍从女伴，其中包括布拉热洛纳子爵（即拉乌尔）的未婚妻路易丝·拉瓦利埃。拉乌尔担心拉瓦利埃进宫之后被花花世界诱惑，希望尽快和拉瓦利埃结婚。但阿托斯作为拉乌尔的监护人，不相信拉瓦利埃感情的专一性。即使不乐意，阿托斯还是尊重了拉乌尔的意愿，出面请求国王批准这桩婚事。路易十四意识到阿托斯的不乐意及其背后原因，推迟了批准二人成婚的时间。

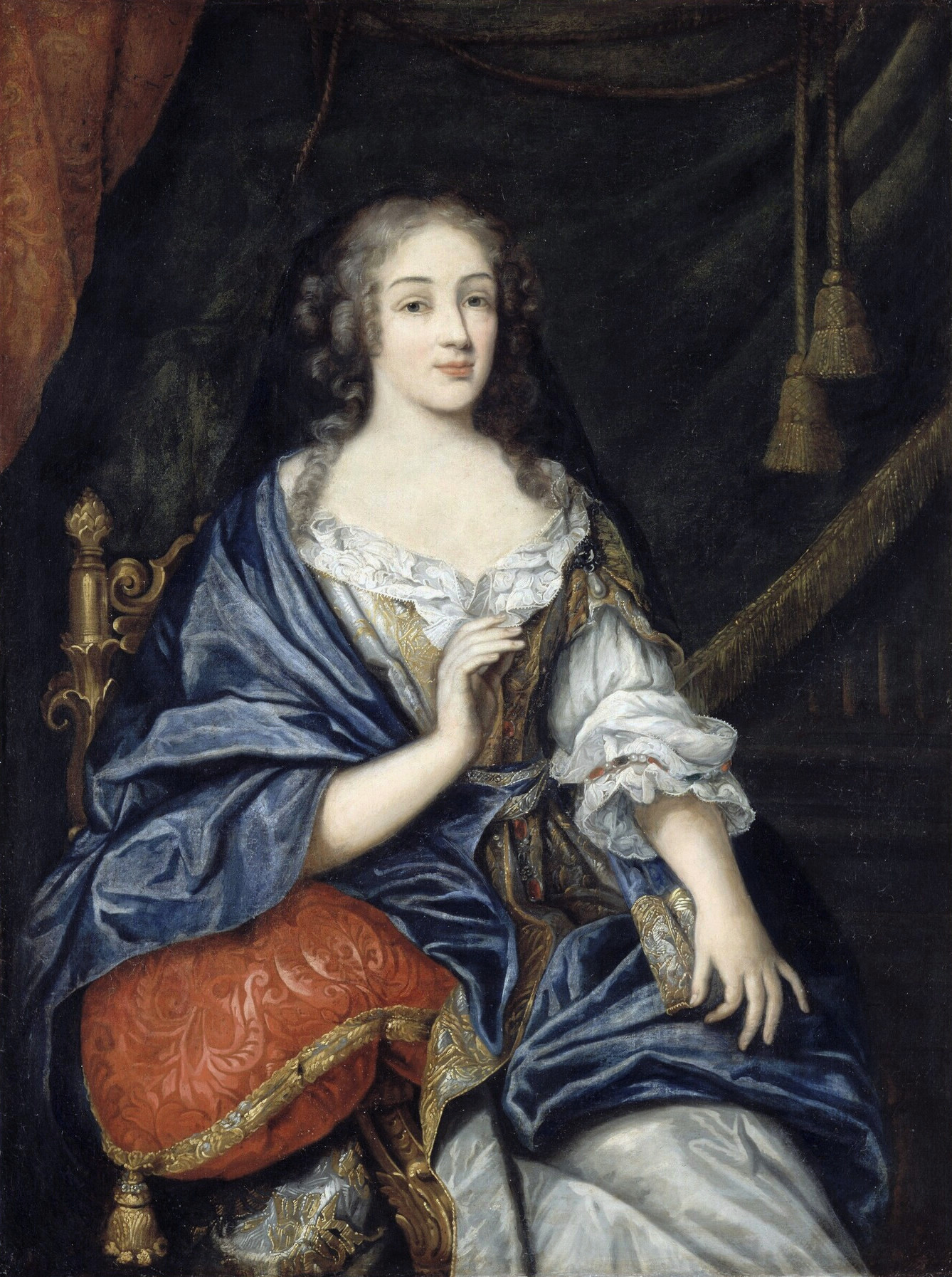
路易丝·拉瓦利埃

未来的奥尔良公爵夫人是一个风流的女人，她已经勾引了英国的白金汉公爵，然后又轮到了法国的德·吉什伯爵。拉乌尔深受白金汉和吉什的喜爱，也是彼此的朋友，他努力让二人之间保持和平。直到白金汉返回英国，最终解决了这个问题。
作为亨利特的丈夫，奥尔良公爵先是嫉妒白金汉公爵，然后又嫉妒吉什。他的伙伴洛林骑士巧妙地激起了这种嫉妒。奥尔良公爵的嫉妒，促使做哥哥的路易十四扮演调解人，出面将吉什伯爵排除出公爵夫人的圈子。但在这个过程中，公爵夫人也让路易十四堕入了情网里。这引起了奥尔良公爵更多的嫉妒，他向王太后：奥地利的安妮抱怨。
与此同时，路易十四和公爵夫人意识到他们受到了大众的议论，于是想出了一个策略，以便于继续光明正大地见面：国王假装喜欢公爵夫人的一位女侍从。拉瓦利埃被选为了这个角色。尽管拉瓦利埃不知道路易十四的真实目的，但她已经爱上了国王，国王也意识到了这一点。渐渐地，国王对拉瓦利埃的感情变得越来越真实；在宠臣圣埃尼昂的帮助下，他很快打破了拉瓦利埃的心理防线。
米莱迪前情人的儿子德·瓦尔德也是一个麻烦制造者。他侮辱了达达尼昂，很快就被后者击败了。瓦尔德并没有成为拉乌尔、吉什和白金汉的朋友。在与白金汉的决斗中受伤后，他回到法国，在布洛涅遇到了被国王派出去执行任务的拉乌尔。瓦尔德试图与拉乌尔争吵，质疑他未婚妻的忠诚。由于拉乌尔在执行任务，无法与其进行决斗，于是要求吉什代替，维护自己的荣誉。吉什发誓捍卫拉乌尔和拉瓦利埃的荣誉，和瓦尔德在决斗中战斗。吉什受伤了，但这次受伤也让他打动了公爵夫人的心。

### 铁面人
国王举行的许多活动一步步地毁了富凯，他不得不借越来越多的钱。富凯有许多朋友，其中包括贝利埃侯爵夫人，向他提供了自己的财富。阿拉密斯是富凯的支持者，由于他很久以前发现的一个秘密，他获得了耶稣会会长的头衔：路易十四有一个孪生兄弟，被关在巴士底狱。

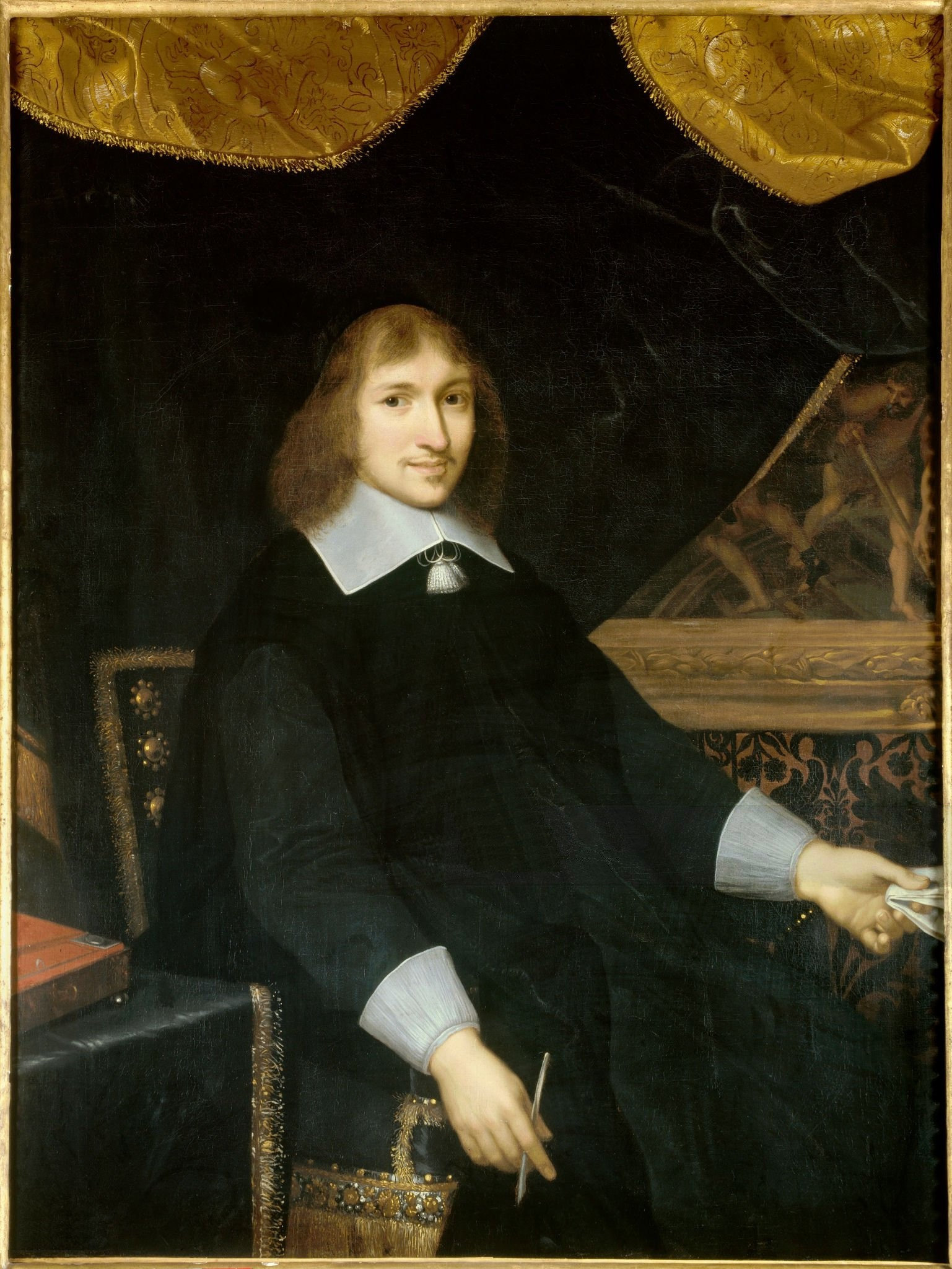
尼古拉·富凯

达达尼昂担心阿拉密斯心怀阴谋，于是他将波尔托斯作为美丽岛的建筑大师介绍给宫廷，而富凯也将阿拉密斯介绍给了宫廷。三位朋友的会面让阿拉密斯明白，达达尼昂是为国王效命的，他感到了危险，决定必须加快行动。
拉乌尔收到吉什的一封信后，匆忙返回法国，但此时拉瓦利埃已经被国王征服。国王无视妻子、母亲和嫂子的谴责，拉瓦利埃现在是国王的宠儿。阿托斯提醒国王，他对拉乌尔和拉瓦利埃的未来做出过承诺。国王认为阿托斯侮辱了他，让达达尼昂逮捕了他。在达达尼昂把他带到巴士底狱，并在那里再次见到阿拉密斯后，回来向国王进谏，并得到恩准释放了阿托斯。在回来的路上，他们的马车遭到波尔托斯和拉乌尔的袭击，二人自认为在解救阿托斯。阿托斯决定回到自己的封地上，拉乌尔陪着他。
贵族们正准备在富凯的沃子爵城堡参加盛大的宴会。富凯无法拒绝国王的来临，这让他的财务状况非常窘迫，但阿拉密斯丝毫不慌。在沃子爵城堡，达达尼昂把阿拉密斯拉到一边，让他承认自己的密谋；阿拉密斯虽然知道达达尼昂不会被愚弄，但否认有任何不可告人的意图。达达尼昂对这位老朋友的缺乏信任表示遗憾。阿拉密斯随后发誓，不会伤害“奥地利安妮的儿子”，这最终说服了达达尼昂。
事实上，阿拉密斯把路易十四的孪生兄弟菲利普带到了那里。此前，他在巴士底狱的牢房里一点一点地说服菲利普，并准备用菲利普替代国王。在富凯这里，路易十四受到了很好的接待，他倾向于原谅富凯，但科尔贝对此保持警惕，并递交了马萨林留下的一封信，在信中，马萨林对国家账户中消失了1300万而感到惊讶。科尔贝强调，在枫丹白露的皇家府邸举办的盛宴，都不如富凯举办的更为奢华。路易十四似乎被说服了，但拉瓦利埃强烈反对逮捕富凯的计划：对她来说，国王是富凯所招待的客人。于是，科尔贝使用了他的最后一张牌：富凯曾经向拉瓦利埃行贿的钞票，但被他的敌人所截获。路易十四恢复了清醒，然后告诉达达尼昂，要监视富凯直到早上，届时他将做出决定。
此时，阿拉密斯对国王进行了替换。这多亏了波尔托斯的大力帮助，波尔托斯误认为自己在对付一个冒名顶替者，他在夜间俘虏了路易十四，然后把他转移到巴士底狱，把菲利普扶上了王座。第二天，假国王命令达达尼昂释放富凯。但富凯得知这一罪行时感到震惊，立即前往巴士底狱，释放了路易十四，并召集军队镇压叛乱。与此同时，阿拉密斯和波尔托斯前往美丽岛，期待着得到一个适当的地位。在沃子爵城堡，当路易十四出现在菲利普所在的大厅时，达达尼昂逮捕了冒名顶替者。国王命令用铁面具遮住他的脸，把他带到圣玛格丽特监狱。

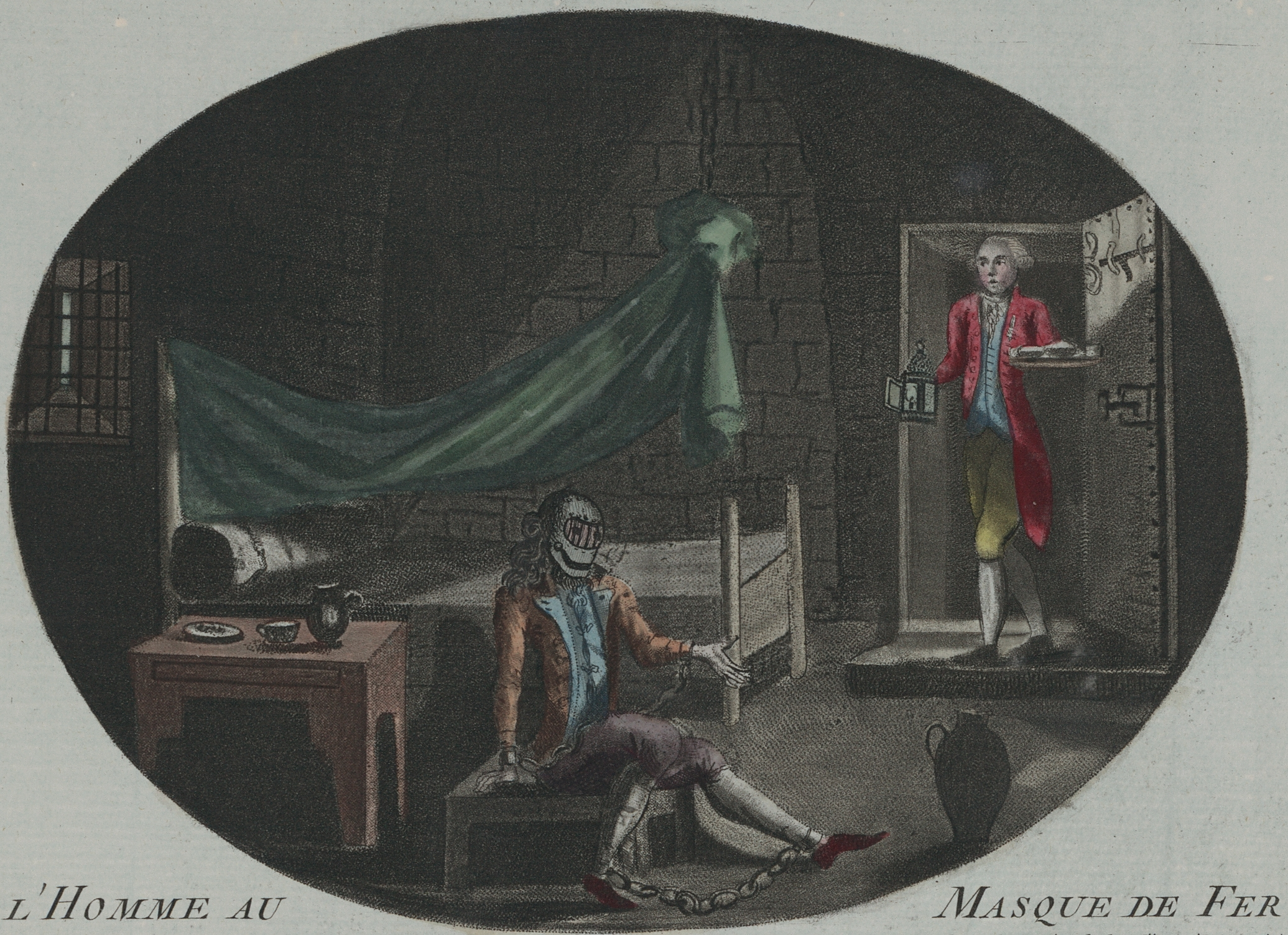
鐵面人，1789年的金屬版畫，作者不詳。該畫的標題稱鐵面人是法王路易十三的私生子韋爾芒杜瓦伯爵路易）

### 老友凋零
与此同时，拉乌尔和阿托斯正在去昂蒂布的路上。被情所伤的拉乌尔希望离开法国和拉瓦利埃，并同意陪同博福尔公爵远征阿尔及尔，参加战争。在布卢瓦，他们遇到了阿拉密斯和波尔托斯；阿拉密斯向他们解释了他们的逃亡，而波尔托斯认为他是在执行任务，并得到了奖励。在昂蒂布，拉乌尔和阿托斯听说了达达尼昂的消息，并前往圣玛格丽特岛进一步了解他的消息。
在圣玛格丽特岛上，戴着铁面具的囚犯给了阿托斯和拉乌尔一个银盘，上面刻着他的故事。监狱长圣马尔斯几乎让他们当场被枪杀。但达达尼昂认出了他们，并让他们冒充两个不会法语的西班牙人。然后，达达尼昂被国王召回；阿托斯送拉乌尔上船，然后在仆人格里莫的陪伴下返回。
达达尼昂回来后，国王要求他前往南特；他必须准备逮捕富凯和他的朋友。被逮捕后，富凯被送往巴士底狱，路易十四任命科尔贝为财政总管，这是他长期寻求的职位。至于达达尼昂，他负责用武力攻取美丽岛。
在要塞里，当王室舰队迫近时，阿拉密斯最终向波尔托斯承认了他关于国王的计划的失败，以及他们作为流亡者的真实情况。他们犯下了最严重的罪行，但波尔托斯原谅了他。与此同时，达达尼昂试图与他的朋友们建立沟通，让他们摆脱困境。尽管他得以见到他们，但国王的命令迫使他辞去了军队统帅的职务，并将自己囚禁起来。当他去南特时，美丽岛的战火燃起。
在南特，达达尼昂试图为朋友们争取到王室的赦免，而阿拉密斯和波尔托斯则试图摆脱困局。二人要求手下军队投降，然后自己躲在洞穴里。被发现后，他们试图自卫，然后乘船逃离。但在离开的时候，洞穴坍塌在波尔托斯身上，压死了他。
阿拉密斯登上一艘船，由于他耶稣会会长的头衔，他设法投向西班牙。达达尼昂获得了王室的赦免令，但为时已晚，无法拯救波尔托斯。国王认为自己受到的侮辱已经被洗去，不再追捕阿拉密斯。达达尼昂向自己的君主鞠躬。路易十四让他休假，以便他能处理波尔托斯的后事。在皮埃尔丰，波尔托斯的仆人穆斯克东在达达尼昂面前，面对主人的死咽下了最后一口气。
与此同时，阿托斯收到阿拉密斯的一封信，通知他波尔托斯的死讯；阿托斯并不感到惊讶，因为拉乌尔在梦中告诉了他。不久之后，他做了另一个梦，在梦里，拉乌尔死去了。当他醒来时，格里莫在他身边告知了这个消息。在达达尼昂到达床边前一分钟，阿托斯去世了。格里莫告诉达达尼昂，拉乌尔在一次自杀式的战斗中受了重伤，无法活动，但他自己在重伤的情况下主动摔在地上，因此死亡。

### 尾声
达达尼昂参加了拉乌尔和阿托斯的葬礼，拉瓦利埃也是如此，她最近得知了前未婚夫的死亡。她向达达尼昂坦言，很快她将不得不倾听自己内心的痛苦。
四年后，达达尼昂成为伯爵，从皮内罗洛回来，富凯被关在那里；王太后去世一个月后，路易十四在布卢瓦组织的狩猎中，国王的注意力被一个新欢：托奈·夏朗特小姐吸引，此时她已成为了蒙特斯庞侯爵夫人。而国王以前的猎物：拉瓦利埃小姐退居次要地位。阿拉密斯此时已经成为西班牙公爵和大使，他像达达尼昂一样在国王的餐桌上用餐。狩猎的机会将他们带到了阿托斯和拉乌尔的坟墓前，路易十四在那里收到了蒙特斯庞夫人的礼物。

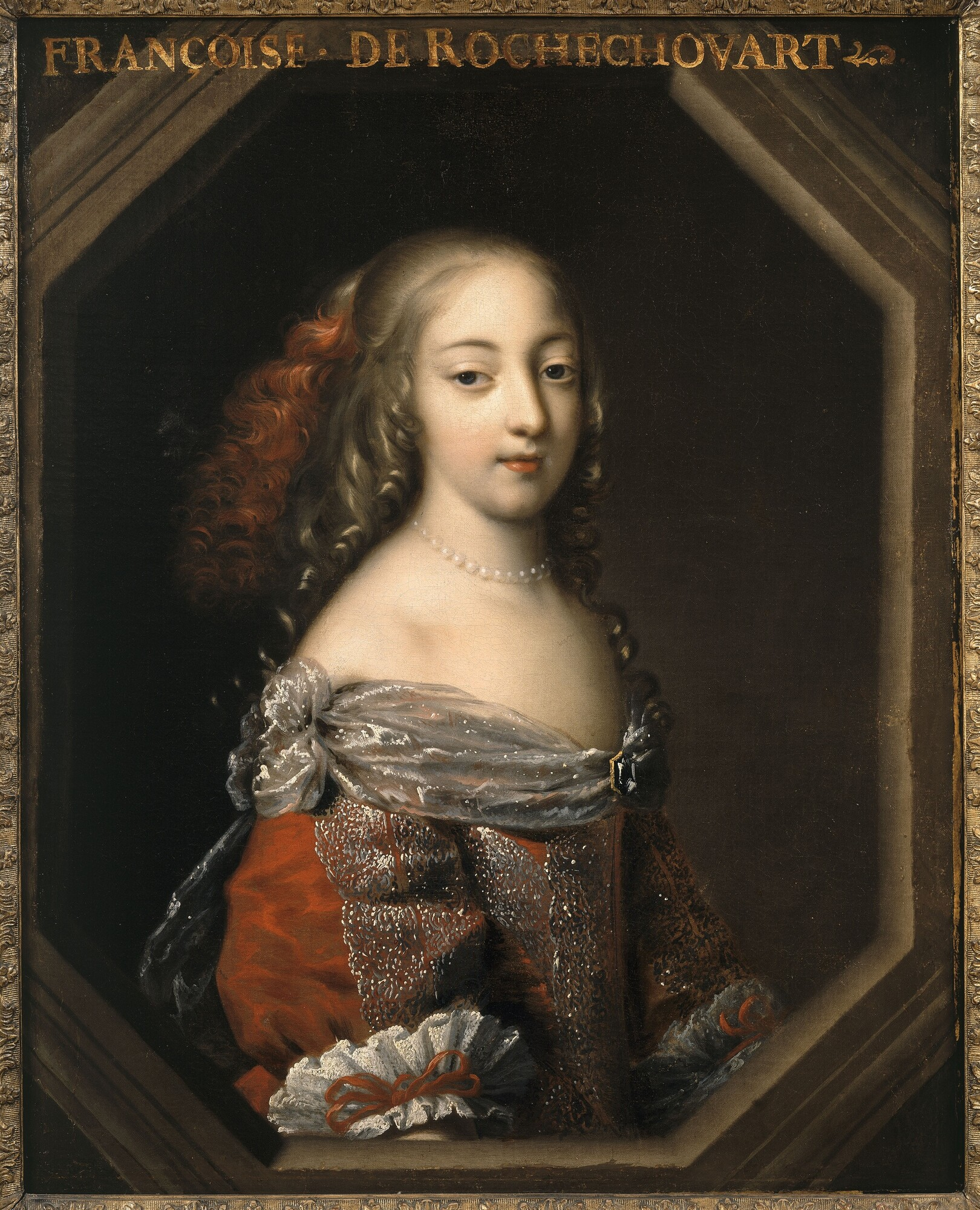
蒙特斯庞侯爵夫人

路易十四准备与查理二世结盟对抗荷兰。为了做到这一点，他将派遣查理二世的妹妹亨丽特从中斡旋。作为回报，亨丽特要求把吉什从流亡中带回，而流放洛林骑士。阿拉密斯向科尔贝保证西班牙的中立性；达达尼昂认为，这种中立只有在法国国王最强大的时候才会持续，需要一支强大的军队来填补法国海军的弱点。科尔贝承诺准备海军，以便在明年春天实施作战。国王还承诺，一旦达达尼昂指挥军队对抗荷兰人，他将任命达达尼昂为法国元帅。
达达尼昂率领一万两千人的军队前往荷兰作战。他占据了12个据点，国王在他第13次战斗期间给他派发元帅杖。但一颗炮弹让他严重受伤；他在生命的最后一刻抓住了元帅权杖，在死前说出阿托斯、波尔托斯和阿拉密斯的名字：他对前两个人说“再会”，对阿拉密斯说“永别”。

## 主要人物

### 火枪手相关
达达尼昂：国王的火枪队队长，曾短暂辞职前往英国，帮助查理二世复辟成功。效忠于路易十四国王，同时尽可能保护自己的朋友：阿托斯、波尔托斯和阿拉密斯不受伤害。最终战死于法荷战争之中。
阿托斯：“三个火枪手”之一，德·拉费尔伯爵。曾为查理二世的复辟出力。一位忠于王室的贵族，但自己的儿子拉乌尔却被国王辜负。在闻听拉乌尔的死讯后郁郁而终。
波尔托斯：“三个火枪手”之一，杜·瓦隆男爵。被阿拉密斯所利用，在不知情的情况下参与了推翻国王的阴谋。在和阿拉密斯躲避追杀的路途中意外身死。
阿拉密斯：“三个火枪手”之一，德·埃尔布莱骑士，瓦讷主教。探知到“铁面人”的秘密，并策划了推翻路易十四的政变，但最终失败，流亡西班牙。
普朗谢：达达尼昂曾经的仆人，后成为杂货商。
格里莫：阿托斯的仆人。
穆斯克东：波尔托斯的仆人。波尔托斯死后不久也死去。

### 法国宫廷
路易十四：法国国王，先后钟情于自己的弟媳亨利特公主、路易丝·拉瓦利埃、蒙特斯庞侯爵夫人。成功废黜富凯，并镇压了“铁面人”之乱。
奥地利的安妮：法国王太后，西班牙人，路易十四、奥尔良公爵以及“铁面人”菲利普的生母。
玛丽-泰蕾莎：法国王后，西班牙人。失宠于路易十四。
奥尔良公爵：路易十四的弟弟，亨利特公主的丈夫。
亨利特公主：英国国王查理二世的妹妹，奥尔良公爵夫人。与路易十四、德·吉什伯爵有着暧昧关系。
拉乌尔：即布拉热洛纳子爵。阿托斯和谢弗勒斯公爵夫人的私生子，路易丝·拉瓦利埃的未婚夫。因未婚妻被国王抢走，选择上战场寻死而亡。
路易丝·拉瓦利埃：拉乌尔的未婚妻，奥尔良公爵夫人的侍女。后成为路易十四的情妇。
富凯：财政总管，富可敌国，路易十四一直想要扳倒的大臣。“铁面人”之乱后被关押。
科尔贝：财政总监，名义上隶属于富凯，实则与路易十四一起策划扳倒富凯。
菲利普：即“铁面人”，路易十四的孪生兄弟。被阿拉密斯利用进行政变，失败后被囚禁。
马萨林：红衣主教，王太后奥地利的安妮的情人。在世时对路易十四颇多掣肘。
德·吉什伯爵：法国贵族，爱恋奥尔良公爵夫人。拉乌尔的朋友。
洛林骑士：奥尔良公爵的亲信和玩伴。
圣埃尼昂：路易十四的宠臣。
拉封丹：法国作家、寓言家。富凯的好友。
蒙塔莱：奥尔良公爵夫人的侍女，拉瓦利埃的好友。
托奈·夏朗特：即蒙特斯庞侯爵夫人，后成为路易十四的情妇。

### 英国宫廷
查理二世：英国斯图亚特王朝查理一世国王的儿子。英国革命时流亡海外，后复辟成功。
白金汉公爵：第一代白金汉公爵的儿子，爱恋奥尔良公爵夫人。
帕里：查理二世的贴身男仆。
蒙克：英国将领，在查理二世复辟之路上起到关键作用。